# Federico Andreotti
Federico Andreotti (Florença, 6 de março de 1847 — Florença, 1930) foi um pintor italiano. Em 1861 entrou para a Academia de Belas Artes de Florença. É conhecido por retratar muito a figura feminina, paisagens, e por ter feito muitos afrescos.

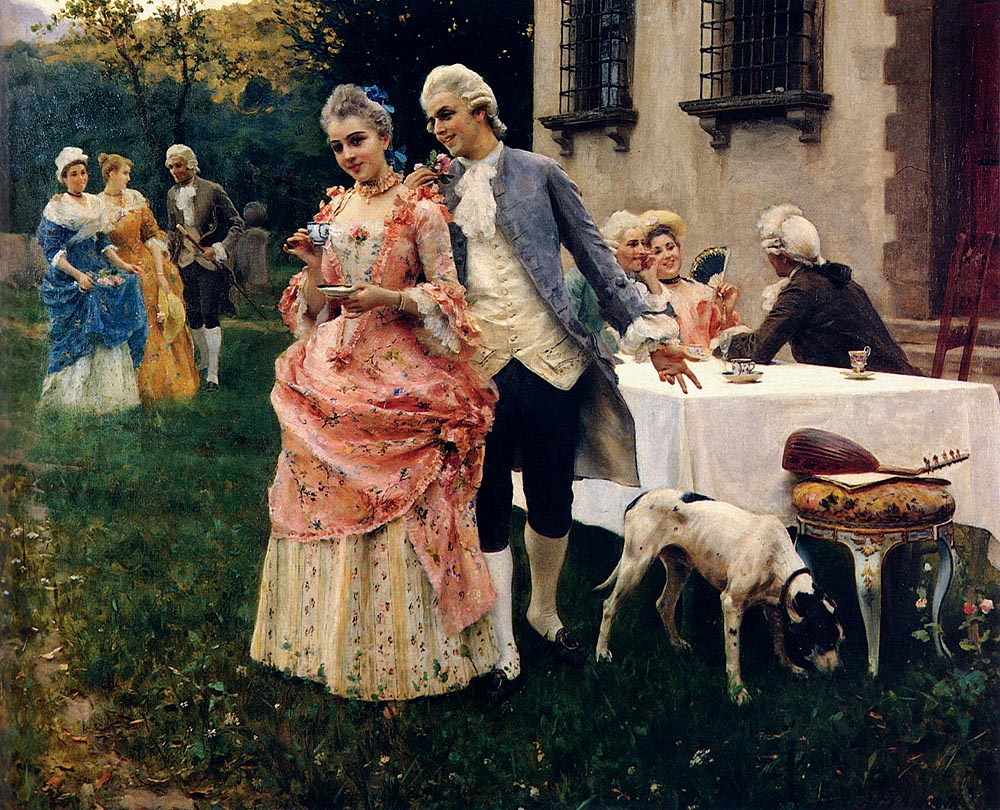
Um chá da tarde

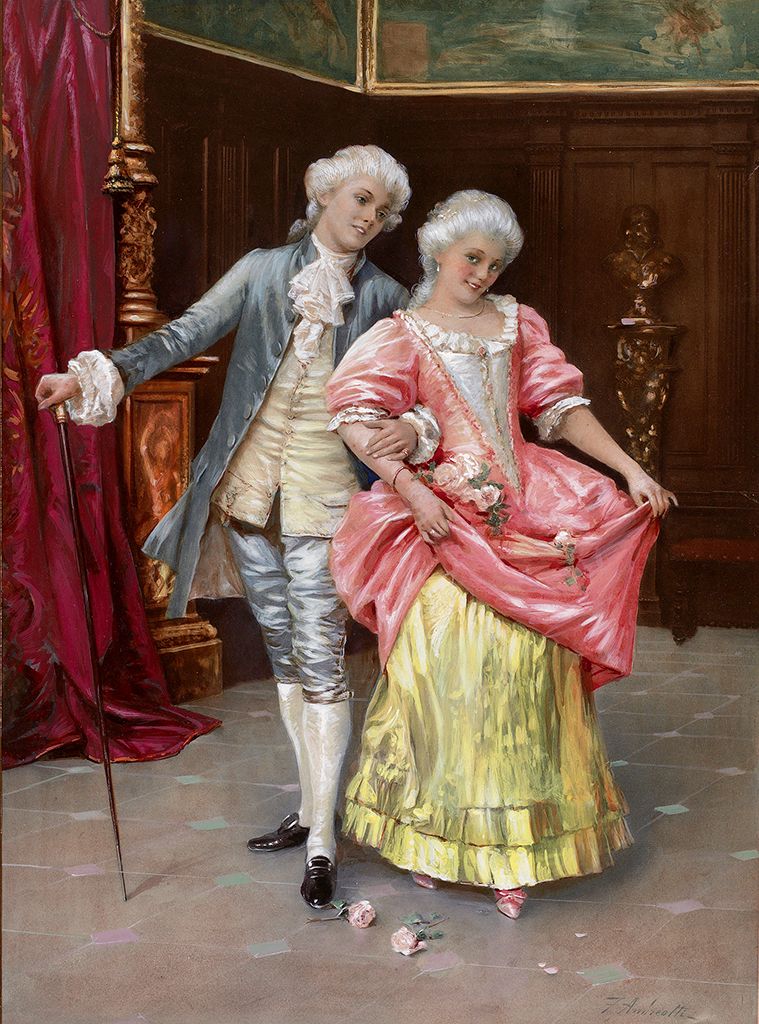
Par Rococó

## Biografia
Andreotti nasceu em Florença. Ele estudou inicialmente com Angiolo Tricca, Stefano Ussi e na Academia Florentina de Belas Artes. Em um concurso, ele ganhou uma bolsa e, por fim, foi nomeado professor da Academia. Ele foi prolífico como pintor de telas em Roma, Florença e outras cidades. Ele pintou cenas aristocráticas e de gênero realistas, muitas vezes em trajes dos séculos XVIII. Os vestidos de época elaborados e os ares afetados dão a suas pinturas, às vezes descritas como Renascimento Rococó, com ar obsoleto.
Entre suas obras estão:
- Eu Crapuloni
- The Tavern
- A Reconciliação
- O professor de musica
- A chi dei due
- Una battuta de'aspetto
- Retornando dos Campos
- Meia figura do velho
- O avô
- Dança Interrompida
- Idílio do campo
- A carta de amor

Frescos de Andreotti também decoram o interior do Teatro Mario Del Monaco em Treviso.

## Obras

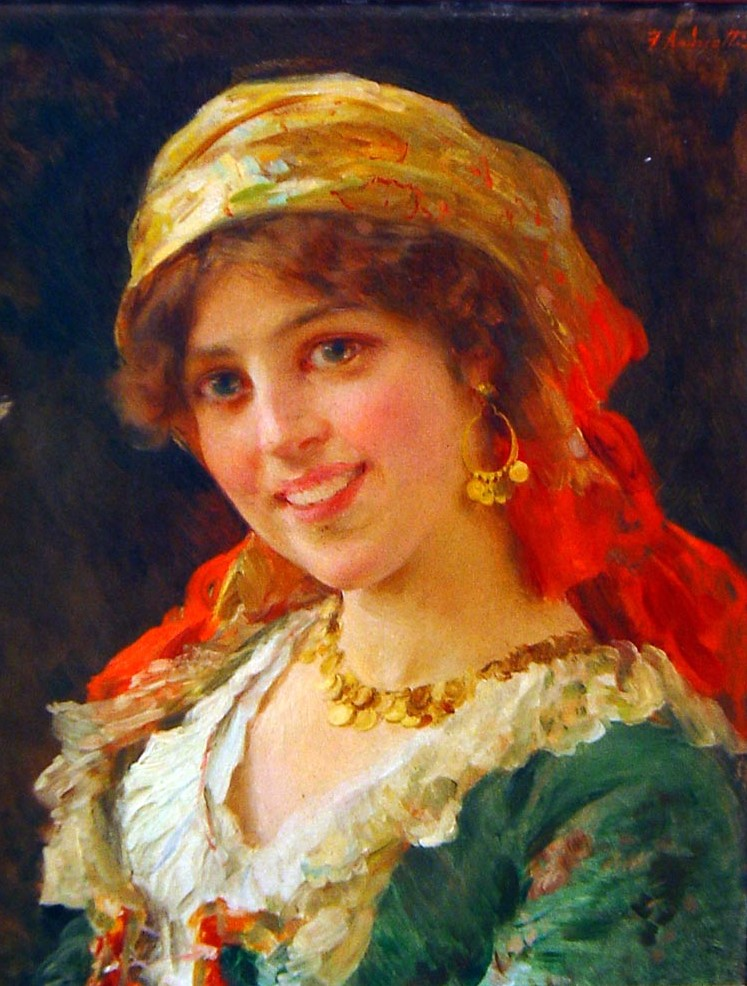
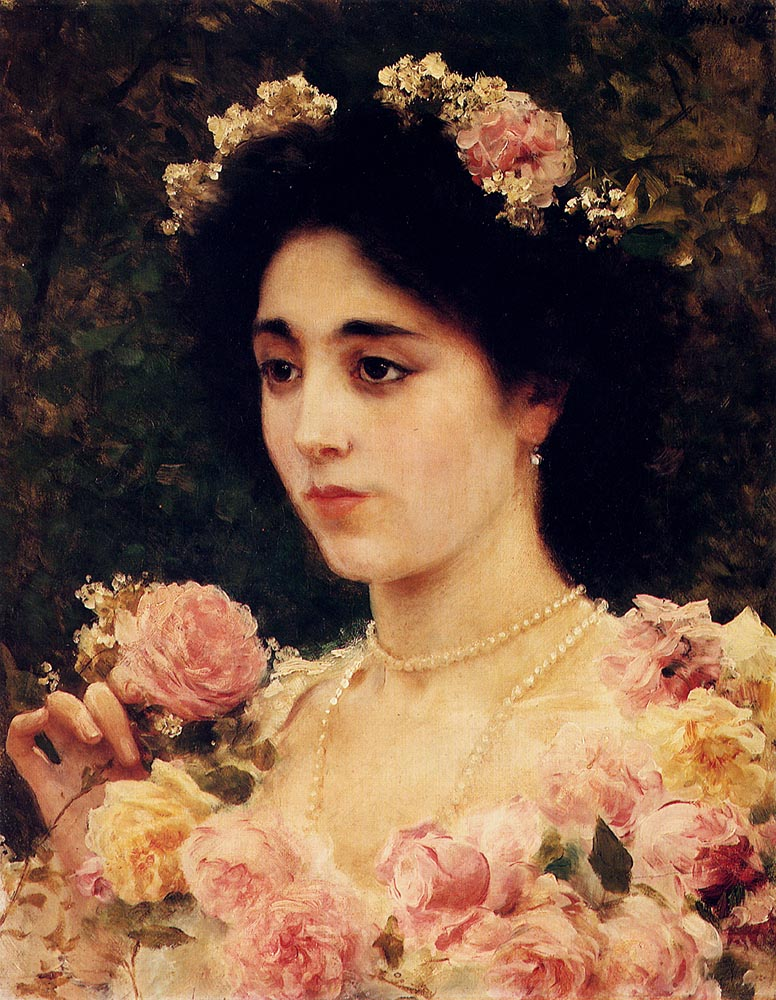
The Pink Rose
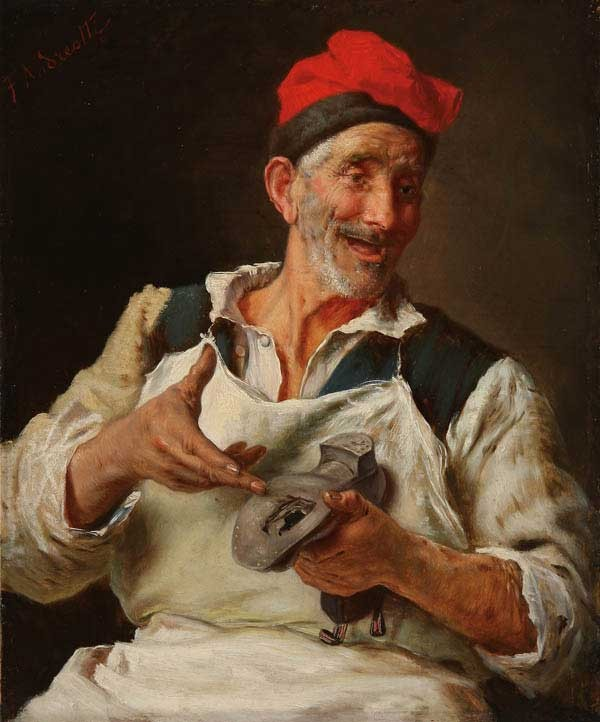
O sapateiro
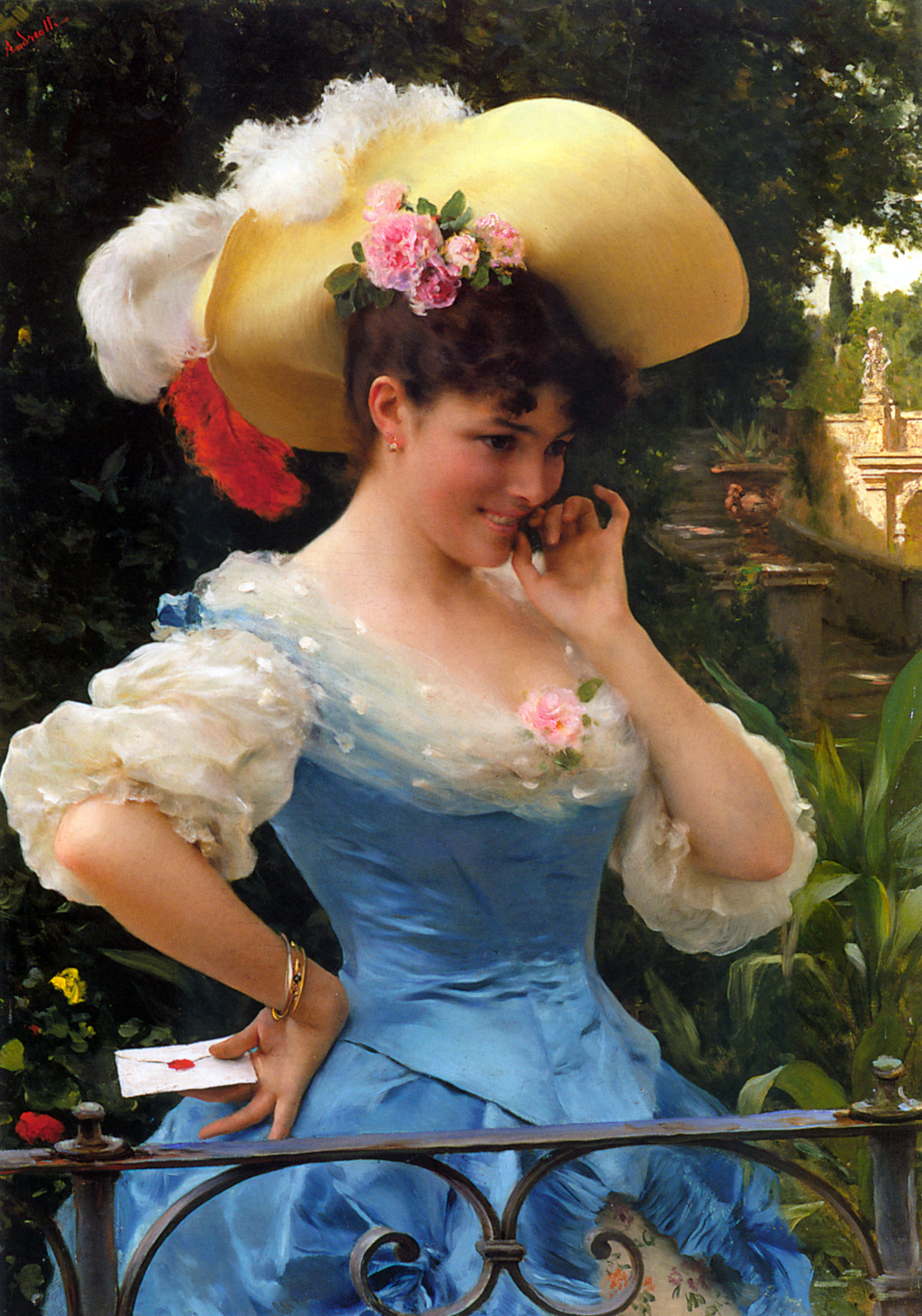
A carta de amor
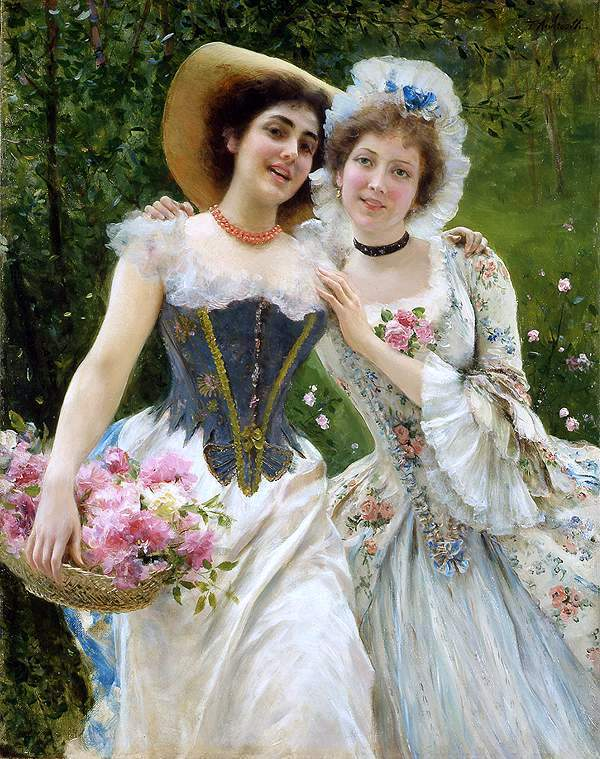